# Odonteus armiger
Odonteus armiger is een keversoort uit de familie cognackevers (Bolboceratidae). De wetenschappelijke naam van de soort werd in 1772 gepubliceerd door Giovanni Antonio Scopoli.